# Лундски университет
Лундски университет (на шведски: Lunds universitet) е публичен изследователски университет в Швеция и един от най-старите университети в Северна Европа. Университетът се намира в град Лунд в провинция Сконе, Швеция. Корените му датират от 1425 г., когато в Лунд е основан францискански studium generale. След като Швеция получава Сконе от Дания съгласно Договора от Роскиле от 1658 г., университетът е официално основан през 1666 г. на мястото на стария studium generale до катедралата в Лунд.
Университетът в Лунд има девет факултета с допълнителни кампуси в градовете Малмьо и Хелсингбори, с около 45 000 студенти в 270 различни програми и 1500 самостоятелни курса. Университетът има 650 партньорски университета в приблизително 75 държави и принадлежи към Лигата на европейските изследователски университети, както и към глобалната мрежа Universitas 21. Сред хората, свързани с университета, са петима носители на Нобелова награда, носител на медал на Фийлдс, министър-председатели, десетки бизнес лидери и асоцииран съдия от Върховния съд на Съединените щати.
В университета са разположени две основни съоръжения за изследване на материали: MAX IV, лаборатория за синхротронно лъчение – открита през юни 2016 г., и European Spallation Source (ESS), ново европейско съоръжение, което ще осигури до 100 пъти по-ярки неутронни лъчи от съществуващите съоръжения днес, и което ще заработи на пълен капацитет до края на 2027 г.
Университетът е съсредоточен около парка Лундагард в непосредствена близост до катедралата в Лунд, с различни отдели, разположени на различни места в града, но най-вече концентрирани в пояс, простиращ се на север от парка, свързващ се с района на университетската болница и продължаващ към североизточната периферия на града, където се намира големият кампус на Инженерния факултет.